# جان بيرغ (لاعب كرة قدم)
جان بيرغ (بالنرويجية البوكمول: Jan Berg)‏ (11 مايو 1943 بأوسلو في النرويج - 14 أغسطس 2005 بباروم في النرويج) هو لاعب كرة قدم نرويجي في مركز الوسط. شارك مع منتخب النرويج تحت 19 سنة لكرة القدم ومنتخب النرويج تحت 21 سنة لكرة القدم. أما مع النوادي، فقد لعب مع نادي لين.

## وصلات خارجية
- جان بيرغ (لاعب كرة قدم) على موقع اتحاد النرويج (النرويجية)
- جان بيرغ (لاعب كرة قدم) على موقع قاعدة بيانات كرة القدم.إي يو (الإنجليزية)
- جان بيرغ (لاعب كرة قدم) على موقع عالم كرة القدم.نت (الإنجليزية)